# Montemar Challenger 2024 - Doppio
Il doppio del torneo di tennis professionistico Montemar Challenger 2024, facente parte della categoria Challenger 75 nell'ambito dell'ATP Challenger Tour 2024, si è giocato dal 18 al 24 novembre a Montemar, in Spagna. Questa è stata la prima edizione del torneo.
In finale Karol Drzewiecki e Piotr Matuszewski hanno sconfitto Daniel Rincón e Abedallah Shelbayh con il punteggio di 6–3, 6–4.

## Teste di serie
1. Karol Drzewiecki /  Piotr Matuszewski (campioni)
2. David Vega Hernández /  Mick Veldheer (quarti di finale)

1. Daniel Cukierman /  Ivan Liutarevich (primo turno)
2. Íñigo Cervantes /  David Pichler (primo turno)

## Wildcard
1. Pavel Petrov /  Ayush Sharma (primo turno)

1. Alberto García García /  Iker Sevilla (primo turno)

## Alternate
1. Adrian Andreev /  Egor Matvievici (primo turno)

1. Eric Vanshelboim /  Denis Yevseyev (quarti di finale, ritirati)

## Tabellone

### Legenda
| - Q = Qualificato - WC = Wild card - LL = Lucky loser | - ALT = Alternate - SE = Special Exempt - PR = Protected Ranking | - w/o = Walkover - r = Ritirato - d = Squalificato |

|  | Primo turno | Primo turno                      | Primo turno                | Primo turno | Primo turno |  |  | Quarti di finale | Quarti di finale                 | Quarti di finale             | Quarti di finale             | Quarti di finale             |     |     | Semifinali | Semifinali                         | Semifinali                         | Semifinali                       | Semifinali                       |   |   | Finale | Finale | Finale | Finale | Finale |  |
|  |             |                                  |                            |             |             |  |  |                  |                                  |                              |                              |                              |     |     |            |                                    |                                    |                                  |                                  |   |   |        |        |        |        |        |  |
|  | 1           | K Drzewiecki P Matuszewski       | K Drzewiecki P Matuszewski | 6           | 6           |  |  |                  |                                  |                              |                              |                              |     |     |            |                                    |                                    |                                  |                                  |   |   |        |        |        |        |        |  |
|  | WC          | P Petrov A Sharma                | P Petrov A Sharma          | 2           | 0           |  |  | 1                | K Drzewiecki P Matuszewski       | 6                            | 5                            | [10]                         |     |     |            |                                    |                                    |                                  |                                  |   |   |        |        |        |        |        |  |
|  |             | M de Krom R Nijboer              | 6                          | 1           | [10]        |  |  |                  | M de Krom R Nijboer              | 3                            | 7                            | [6]                          |     |     |            |                                    |                                    |                                  |                                  |   |   |        |        |        |        |        |  |
|  |             | E Butvilas V Gaubas              | 2                          | 6           | [2]         |  |  |                  |                                  |                              |                              |                              |     |     | 1          | K Drzewiecki P Matuszewski         | 5                                  | 714                              | [10]                             |   |   |        |        |        |        |        |  |
|  | 3           | D Cukierman I Liutarevich        | 7                          | 67          | [9]         |  |  |                  |                                  |                              | I Sabanov M Sabanov          | 7                            | 612 | [8] |            |                                    |                                    |                                  |                                  |   |   |        |        |        |        |        |  |
|  |             | N Álvarez Varona S Martos Gornés | 64                         | 79          | [11]        |  |  |                  | N Álvarez Varona S Martos Gornés | 7                            | 4                            | [4]                          |     |     |            |                                    |                                    |                                  |                                  |   |   |        |        |        |        |        |  |
|  | WC          | A García García I Sevilla        | A García García I Sevilla  | 2           | 2           |  |  |                  | I Sabanov M Sabanov              | 5                            | 6                            | [10]                         |     |     |            |                                    |                                    |                                  |                                  |   |   |        |        |        |        |        |  |
|  |             | I Sabanov M Sabanov              | I Sabanov M Sabanov        | 6           | 6           |  |  |                  |                                  |                              |                              |                              |     |     | 1          | Karol Drzewiecki Piotr Matuszewski | Karol Drzewiecki Piotr Matuszewski | 6                                | 6                                |   |   |        |        |        |        |        |  |
|  | Alt         | E Vanshelboim D Yevseyev         | E Vanshelboim D Yevseyev   | 6           | 6           |  |  |                  |                                  |                              |                              |                              |     |     |            |                                    |                                    | Daniel Rincón Abedallah Shelbayh | Daniel Rincón Abedallah Shelbayh | 3 | 4 |        |        |        |        |        |  |
|  | Alt         | A Andreev E Matvievici           | A Andreev E Matvievici     | 3           | 2           |  |  | Alt              | E Vanshelboim D Yevseyev         | E Vanshelboim D Yevseyev     | E Vanshelboim D Yevseyev     |                              |     |     |            |                                    |                                    |                                  |                                  |   |   |        |        |        |        |        |  |
|  |             | D Rincón A Shelbayh              | 3                          | 6           | [10]        |  |  |                  | D Rincón A Shelbayh              | D Rincón A Shelbayh          | D Rincón A Shelbayh          | w/o                          |     |     |            |                                    |                                    |                                  |                                  |   |   |        |        |        |        |        |  |
|  | 4           | Í Cervantes D Pichler            | 6                          | 3           | [7]         |  |  |                  |                                  |                              |                              |                              |     |     |            | D Rincón A Shelbayh                | D Rincón A Shelbayh                | 5                                |                                  |   |   |        |        |        |        |        |  |
|  |             | O Ovcharenko C Sánchez Jover     | 3                          | 78          | [10]        |  |  |                  |                                  |                              | O Ovcharenko C Sánchez Jover | O Ovcharenko C Sánchez Jover | 3   | r   |            |                                    |                                    |                                  |                                  |   |   |        |        |        |        |        |  |
|  |             | A Jecan G Ricca                  | 6                          | 6           | [1]         |  |  |                  | O Ovcharenko C Sánchez Jover     | O Ovcharenko C Sánchez Jover | 6                            | 6                            |     |     |            |                                    |                                    |                                  |                                  |   |   |        |        |        |        |        |  |
|  |             | D Mérida A Sánchez Quílez        | 5                          | 6           | [6]         |  |  | 2                | D Vega Hernández M Veldheer      | D Vega Hernández M Veldheer  | 3                            | 1                            |     |     |            |                                    |                                    |                                  |                                  |   |   |        |        |        |        |        |  |
|  | 2           | D Vega Hernández M Veldheer      | 7                          | 2           | [10]        |  |  |                  |                                  |                              |                              |                              |     |     |            |                                    |                                    |                                  |                                  |   |   |        |        |        |        |        |  |